# Piotr Rzepliński
Piotr Rzepliński (ur. 1970 w Ciechanowie) – polski reżyser telewizyjny,  scenarzysta.
W 1989 ukończył naukę w Liceum Ogólnokształcącym w Ciechanowie, a w 1991 na wydziale teatralnym PSKOiB w Ciechanowie (obecnie Państwowe Studium Kształcenia Animatorów Kultury i Bibliotekarzy), następnie studiował kulturoznawstwo na Uniwersytecie Łódzkim, w tym samym czasie zdobywa doświadczenie podczas pracy w radiu będącym jego drugą po reżyserii życiową pasją. Autor kilkudziesięciu teledysków dla artystów takich jak Anna Maria Jopek, Pati Yang, Reni Jusis, Urszula i grupy Myslovitz, która zajmuje w jego twórczości wyjątkowe miejsce, dla niej zrealizował stosunkowo najwięcej teledysków oraz wyreżyserował koncert wydany w 2006 na DVD i który uzyskał status platynowej płyty.

## Nagrody
- 1999 Festiwal Polskich Wideoklipów Yach Film,  nagroda organizatorów Drewniany Yach za klip "Weselne dzieci" w wykonaniu Maryli Rodowicz.
- 2000 Festiwal Polskich Wideoklipów Yach Film, Yach za scenariusz do klipu "Na całej połaci śnieg" w wykonaniu Anny Marii Jopek[1]